# Claude-Henry Feydeau de Marville
Claude-Henry Feydeau de Marville, signore e conte di Gien, marchese di Dampierre (Parigi, 27 giugno 1705 – Parigi, 2 gennaio 1787), è stato un politico, magistrato e nobile francese.

## Biografia
Claude-Henry Feydeau de Marville era figlio di un'antica e illustre famiglia di magistrati e ufficiali reali. Membro della sua famiglia era stato tra gli altri Paul Esprit Feydeau de Brou. Suo padre era Claude Feydeau (1638-1723), signore di Merville, tenente delle guardie francesi e poi dei cavalleggeri e maître de la garde-robe della principessa Elisabetta Carlotta di Baviera. Sua madre era Bonne Courtin de La Beuvrière (1663-1735), signora di Bois-Barry de Dampierre.
Claude-Henry Feydeau de Marville succedette nel ruolo di lieutenant général de police di Parigi al suocero René Hérault il 21 dicembre 1739, alla sua morte. Fu poi sostituito nel ruolo  il 27 maggio 1747 da Nicolas René Berryer, protetto di Madame de Pompadour.
Presenziò a Reims nel 1775 all'incoronazione di Luigi XVI di Francia e divenne consigliere di stato.
Claude-Henry Feydeau de Marville ereditò il marchesato di Dampierre-en-Burly da sua madre. Aveva acquisito il titolo di conte sul suo feudo di Gien nel 1736. Morto senza eredi nel 1787, lasciò tutti i suoi titoli al  nipote Charles-Henri Feydeau (1754-1802), marchese di Brou.

## Matrimonio e figli
Il 23 luglio 1738 sposò nella chiesa di Saint-Nicolas-des-Champs a Parigi, Louise-Adélaïde Hérault (1722/1726-1754), signora di Epône e di Mézières, figlia di René Hérault, lieutenant général de police, e della sua prima moglie, Marguerite Durey de Vieuxcourt. Da questo matrimonio nacquero i seguenti figli: 
- Jeanne-Louise-Bonne-Adélaïde (1739-1754);
- Claude-Jean-Baptiste (1743-1743);
- Adélaïde-Louise-Olympe (1744-1754);
- Esprit-Charles-Henri (1746-1749).